# Horatio Herbert Kitchener
Horatio Herbert Kitchener, prvi lord Kitchener, britanski maršal, diplomat in državnik, * 24. junij 1850, Ballylongford, okrožje Kerry, Irska, Združeno kraljestvo Velike Britanije in Irske (danes Republika Irska), † 5. junij 1916, Scapa Flow, zahodno od Orkneyja, v škotskih vodah.
Po uspešni vojaški karieri na Bližnjem vzhodu in Vzhodni Afriki je bil Kitchener leta 1900 imenovan za vrhovnega poveljnika britanskih oboroženih sil v Južni Afriki, med II. bursko vojno. Širši javnosti je znan kot odgovorna oseba za postavitev koncentracijskih taborišč v Južni Afriki, v katerih je zaradi zanemarjenosti in bolezni umrlo 20.000 burskih žensk in otrok. 
Ob izbruhu I. svetovne vojne je bil Kitchener britanski vojni minister, ki je uspešno izvedel veliko mobilizacijo v britanske oborožene sile.